# Paratrypanius
Paratrypanius is een kevergeslacht uit de familie van de boktorren (Cerambycidae). De wetenschappelijke naam van het geslacht werd voor het eerst geldig gepubliceerd in 1908 door Aurivillius.

## Soorten
Paratrypanius omvat de volgende soorten:
- Paratrypanius bipunctatus Aurivillius, 1928
- Paratrypanius flavovittatus Aurivillius, 1908
- Paratrypanius savaiiensis Aurivillius, 1928